# Estońska Formuła 4
Estońska Formuła 4 – cykliczne wyścigi Formuły 4, rozgrywane w Estonii w latach 1969–1983 oraz 1990–2000.

## Historia
Pierwszą edycję Vormel-4 rozegrano w 1963 roku, a mistrzem został Enn Griffel. Następnie zawody Formuły 4 łączono z takimi seriami jak Formuła 1 i Formuła 3. Od 1969 roku Formuła 4 była organizowana w Estonii jako oddzielna seria. Rozgrywano ją do 1976 roku, po czym zmieniono jej nazwę na Väikevormel. W latach 1982–1983 seria była rozgrywana również pod nazwą Formuła Mołodieżnaja. Używano wówczas samochodów Estonia 15 napędzanych silnikami IŻ. Estońska Formuła 4 powróciła w latach 1990–2000, kiedy to występowała również pod nazwą Estońska Formuła 1600.

## Mistrzowie
| Sezon       | Kierowca                  | Zespół                              | Samochód                  |                           |
| ----------- | ------------------------- | ----------------------------------- | ------------------------- | ------------------------- |
| 1963        | Enn Griffel               | Tallinna Kalev                      | Estonia 5-Wartburg        |                           |
| 1964 – 1968 | mistrzostw nie rozgrywano | mistrzostw nie rozgrywano           | mistrzostw nie rozgrywano | mistrzostw nie rozgrywano |
| 1969        | Peep Laansoo              | Tallinna Kalev                      | Estonia 15-IŻ             |                           |
| 1970        | Ants Vaino                | Vändra Jõud                         | Estonia 15M-IŻ            |                           |
| 1971        | Peep Laansoo              | Tallinna Kalev                      | Estonia 15M-IŻ            |                           |
| 1972        | Tõnu Teesalu              | TSK Sõprus                          | Estonia 15M-IŻ            |                           |
| 1973        | Toomas Napa               | Tallinna Autoveod                   | Estonia 15M-IŻ            |                           |
| 1974        | Tõnu Teesalu              | TSK Sport                           | Estonia 15M-IŻ            |                           |
| 1975        | Kalju Berting             | Tallinna Autoveod                   | Estonia 15M-IŻ            |                           |
| 1976        | Enno Jürima               | TSK Sport                           | Estonia 15M-IŻ            |                           |
| 1977        | Tõnu Feldman              | TSK Sõprus                          | Estonia 15M-IŻ            |                           |
| 1978        | Toivo Truuts              | Teaduste Akadeemia Autobaas         | Estonia 15M-IŻ            |                           |
| 1979        | Toivo Truuts              | Teaduste Akadeemia Autobaas         | Estonia 15M-IŻ            |                           |
| 1980        | Jüri Iva                  | TSK Tallept                         | Estonia 15M-IŻ            |                           |
| 1981        | Jüri Iva                  | TSK Tallept                         | Estonia 15M-IŻ            |                           |
| 1982        | Jüri Vaikma               | Tallinna Spetsialiseeritud Autobaas | Estonia 15M-IŻ            |                           |
| 1983        | Jüri Iva                  | TSK Tallept                         | Estonia 15M-IŻ            |                           |
| 1984 – 1989 | mistrzostw nie rozgrywano | mistrzostw nie rozgrywano           | mistrzostw nie rozgrywano | mistrzostw nie rozgrywano |
| 1990        | Mart Kongo                | STK Vasar                           | Estonia 21.10-Łada        |                           |
| 1991        | Mart Kongo                | STK Vasar                           | Estonia 25-Łada           |                           |
| 1992        | Urmas Uusneem             | Asmer Racing                        |                           |                           |
| 1993        | Urmas Uusneem             | Asmer Racing                        |                           |                           |
| 1994        | Urmas Uusneem             | Asmer Racing                        |                           |                           |
| 1995        | Urmas Uusneem             | Asmer Racing                        |                           |                           |
| 1996        | mistrzostw nie rozgrywano | mistrzostw nie rozgrywano           | mistrzostw nie rozgrywano | mistrzostw nie rozgrywano |
| 1997        | Meelis Telliskivi         | Kavor                               | Estonia 26-VW             |                           |
| 1998        | Meelis Telliskivi         | Kavor                               | Estonia 26-VW             |                           |
| 1999        | Urmas Uusneem             | ARSK                                | Reynard 893-VW            |                           |
| 2000        | Sten Pentus               | Asmer-Elstera Racing Team           | Reynard 893-VW            |                           |